# Scienza greco-romana

Meccanismo di Anticitera

Nel periodo compreso tra il VI secolo a.C. e il V secolo la scienza occidentale fu espressione delle scoperte e delle teorie elaborate in seno a due grandi civiltà: quella della Grecia antica e quella di Roma antica. 
Le acquisizioni scientifiche delle civiltà preesistenti, soprattutto egiziane e babilonesi per le conoscenze matematiche, geometriche e astronomiche, ma anche mediche, chimiche e relative a varie tecnologie, vennero non solo elaborate e integrate dalla speculazione scientifica greca in una organica costruzione sistematica, ma anche ampliate ed arricchite di nuove teorie. Queste, soprattutto a partire dalla metà del II secolo a.C., andarono in gran parte perdute e misconosciute e solo con gli arabi e in seguito con il Rinascimento furono in parte riprese e diedero impulso alla rinascita scientifica del mondo occidentale.
Ad un periodo delle origini, contraddistinto dalle speculazioni filosofiche dei presocratici, come Anassimandro, Anassimene ed Eraclito, seguì quello caratterizzato da una vasta elaborazione teorica, parzialmente presentata in alcune opere di Platone ed Aristotele.
La vera fioritura scientifica, caratterizzata dalla distinzione tra filosofia e scienza, avvenne solamente con l'età ellenistica, grazie all'incontro tra tecnologie delle millenarie civiltà mesopotamica ed egizia con lo spirito critico e le capacità logiche sviluppati nelle città greche. Un ruolo importante ebbe Alessandria d'Egitto, il più importante centro degli studi scientifici e dell'elaborazione culturale dell'epoca sviluppatosi anche grazie all'impulso dei primi sovrani dalla dinastia tolemaica (v. a. Biblioteca di Alessandria). Questo periodo culturale può vantare lo sviluppo di metodologie di indagine razionali e rigorose, accurate specializzazioni in varie discipline particolari e realizzazioni tecnologiche che resteranno ineguagliate per molti secoli. 
Il seguente periodo romano fu sostanzialmente caratterizzato da uno sfruttamento su larga scala e di grande efficienza dei risultati raggiunti dalla tecnologia nell'età precedente.

## Matematica
I fondatori della matematica greca sono considerati Talete e Pitagora.
Al primo viene attribuita la scoperta, o almeno la prima dimostrazione, di alcuni principi di base della geometria, come per esempio che un angolo iscritto in un semicerchio è retto. La leggenda vuole che Talete abbia calcolato la dimensione del sole, come pure l'altezza delle piramidi per mezzo della loro ombra mettendola in rapporto con l'ombra proiettata da un metro campione.
A Pitagora ed alla sua scuola sono attribuite molte scoperte, come il noto teorema, che da lui prende il nome, la soluzione geometrica di alcune equazioni algebriche, la scoperta dei numeri irrazionali ed anche la costruzione dei solidi regolari.
Nel IV secolo a.C. si distinse la figura di Eudosso di Cnido, che sviluppò la teoria delle proporzioni, grazie alla quale si superarono le difficoltà che si incontrano per trattare i numeri irrazionali, consentendo di trattare rigorosamente i numeri reali pensati come rapporti di grandezze.
Sempre a lui viene attribuito lo sviluppo del metodo di esaustione e la dimostrazione rigorosa delle formule che forniscono i volumi del cono e della piramide.
L'opera di Euclide, grazie al metodo rigorosamente deduttivo, si muove da premesse o "elementi" come gli assiomi, i postulati e le definizioni per dedurre le conseguenze senza fare riferimento all'esperienza. Ogni passaggio del processo dimostrativo è ancorato al precedente, facendo della teoria euclidea un modello della scienza rigorosa.
Apollonio di Perge scrisse un'opera, le Coniche, ripresa poi da Keplero, nella quale analizzava quelle particolari curve che sono generate dall'interserzione di un piano e un cono (ellisse, parabola e iperbole).
Nel II secolo apparve l'Aritmetica di Diofanto, nella quale i problemi numerici sono arricchiti da una serie di esempi di equazioni di primo e secondo grado.
Alla fine del III secolo visse Pappo, che nella sua opera principale, Collezione matematica, sviluppò, tra gli altri, vari teoremi sui solidi di rivoluzione.

## Meccanica
Degna di rilievo la figura complessa di Archimede, che unì lo studio della matematica alla fisica ed alla meccanica. Le sue scoperte più importanti furono nei campi della statica (la legge della leva), nell'idrostatica (legge di Archimede), nella meccanica pratica (macchine per alzare l'acqua o macchine belliche).
Archimede sostenne la necessità di operare con grande libertà durante gli esperimenti, per passare poi alla fase delle dimostrazioni razionali di ciò che era stato effettivamente fatto.
Ad Erone di Alessandria si devono l'invenzione della pompa idraulica e della diottria, dell'odometro e dei primi orologi ad acqua.

## Medicina
La tradizione attribuisce ad  Ippocrate di Coo il ruolo di padre della medicina greca.
Suo viene considerato il concetto innovativo che la malattia e la salute dell'uomo dipendessero da specifiche circostanze intrinseche alla persona malata e non fossero causate da superiori interventi divini.
Ad Ippocrate si dovrebbe anche il primo studio sull'anatomia e la patologia tramite la dissezione sui cadaveri.
Sempre ad Ippocrate fu attribuita la fondazione di una vera e propria scuola medica e la prima regolamentazione delle norme di comportamento del medico, raccolte nel suo famoso giuramento in cui, tra l'altro, si introduce il concetto di segreto professionale.
Le opere a lui attribuite, una settantina, sono raccolte nel Corpus Hippocraticum, databile tra il V e il IV secolo a.C.
In questa raccolta si trovano trattati di varia natura, da quelli specialistici su singole malattie, a quelli chirurgici, ginecologici, fisiologici e anatomici.
In una di queste opere viene espressa la teoria umorale, secondo la quale il nostro corpo è governato da quattro umori diversi (sangue, bile gialla, bile nera, flegma), che combinandosi in differenti maniere conducono alla salute od alla malattia.
Nella prima metà del III secolo a.C. le ricerche di Erofilo di Calcedone ed Erasistrato di Iulide nell'anatomia e nella fisiologia portarono a scoperte fondamentali in campo medico.
Erofilo recuperò le nozioni di Alcmeone, distinguendo il cervello dal cervelletto e i nervi motori da quelli sensori, fornendo una precisa descrizione delle meningi.
Una figura fondamentale della medicina romana fu Galeno, medico alla corte di Marco Aurelio. La sua massima secondo cui "l'ottimo medico dev'essere anche filosofo" riassume il contributo enorme che diede alla medicina del tempo. Il medico, secondo Galeno, deve conoscere la natura del corpo per la diagnosi e i rimedi, ma deve anche essere pratico di logica per connettere premesse generali a fatti particolari, deve amare la verità e le virtù, che gli permetteranno di resistere alle tentazioni di ricchezza, che soffocano la ricerca scientifica.
Suo ispiratore fu Ippocrate, il primo filosofo greco che estrapolò da un concetto magico-religioso l'idea di una scienza medica. Ippocrate descrisse minuziosamente il sistema nervoso, vascolare, osseo e muscolare.
Altro suo merito fu quello di introdurre le dottrine delle facoltà naturali (per cui ogni organo è capace di attrarre, elaborare ed espellere le sostanze fluide che circolano nell'organismo) e dei temperamenti (per cui ai quattro elementi che compongono il corpo corrispondono quattro fondamentali umori, bile nera e gialla, flegma e sangue; a seconda del prevalere dell'uno sull'altro, si hanno i quattro temperamenti umani: melanconico, collerico, flemmatico, sanguigno).

## Astronomia e geografia
Le prime speculazioni cosmologiche si devono ai filosofi presocratici, che ebbero il merito di introdurre una visione naturalistica dell'universo, abbandonando quella propriamente mitica.
I pitagorici furono i primi ad elaborare un sistema completo di astronomia, nel quale dieci corpi celesti ruotano intorno ad un focolare centrale.
In seguito Aristotele organizzò le varie teorie elaborate dagli astronomi greci, inserendo nel proprio sistema filosofico una trattazione organica della cosmologia.
Fu comunque nell'età ellenistica, che la cultura greca venne in contatto con quelle orientali e soprattutto con le acquisizioni scientifiche degli astronomi babilonesi.
Nel III secolo a.C. Aristarco di Samo fu il primo a sostenere la teoria eliocentrica, la cui diffusione è documentata in modo indiretto (per esempio nel Meccanismo di Anticitera e nei numerosi planetari citati dalle fonti antiche, ma impossibili da realizzare nel modello geocentrico).
Ipparco di Nicea compilò un catalogo di oltre 800 stelle, calcolandone la distanza sulla base dell'ipotesi per cui la grandezza fosse proporzionale alla luminosità. A lui si deve anche la prima stima della precessione terrestre fatta nell'anno 130 a.C.
Nel II secolo Claudio Tolomeo fissò il sistema geocentrico, che venne soprannominato "tolemaico" e che rimase immutato fino a Niccolò Copernico.
Nel campo della geografia, gli elementi stimolanti per eccellenza furono le imprese di Alessandro Magno.
Eratostene tracciò una carta del mondo con meridiani e paralleli sostenendo la sfericità della Terra, di cui calcolò il diametro con un errore di poche centinaia di chilometri rispetto alle attuali misurazioni.